# Personal Shopper
Personal Shopper (em francês:  Personal Shopper é um thriller psicológico teuto-belgo-checo-francês de 2016, escrito e dirigido por Olivier Assayas e estrelado por Kristen Stewart. Foi selecionado para concorrer à Palma de Ouro no Festival de Cannes 2016. Em Cannes, Assayas dividiu o prêmio de Melhor diretor com Cristian Mungiu.

## Elenco
- Kristen Stewart como Maureen
- Lars Eidinger como Ingo
- Nora von Waldstätten como Kyra
- Anders Danielsen Lie como Erwin
- Sigrid Bouaziz como Lara
- Ty Olwin como Gary
- Audrey Bonnet como Cassandre
- Pascal Rambert como Jerome
- Hammou Graia como Polícia
- Benjamin Biglay como Victor Hugo

## Produção
Em maio de 2015, foi anunciado que Olivier Assayas estaria dirigindo o filme, a partir de um roteiro que ele escreveu, com Kristen Stewart estrelando. Charles Gillibert produziu o filme sob sua bandeira CG Cinema. Em outubro de 2015, foi revelado que Sigrid Bouaziz, Lars Eidinger, Anders Danielsen Lie, e Nora von Waldstätten também tinham sido escalados para o filme. Em novembro de 2015, Ty Olwin se juntou ao elenco, assumindo o papel de Ty, o namorado de Maureen.

## Filmagens
O filme começou a ser gravado em 27 de outubro de 2015, em Paris, França, durante duas semanas, antes de ir para Praga, Londres e Omã.

## Lançamento
O filme teve sua estreia mundial no Festival de Cinema de Cannes em 17 de maio de 2016, onde ele competiu para a Palme d'Or. O filme será distribuído pela Les Films du Losange na França, e IFC Films nos Estados Unidos. Universal Pictures também vai distribuir o filme internacionalmente. Além disso o filme está sendo exibido em diversos festivais pelo mundo, foi exibido no festival de cinema de Toronto e terá sua estreia americana no 54 New York Film Festival.

## Recepção
Personal Shopper recebeu críticas mistas dos críticos de cinema. O filme possui uma classificação de 64% de aprovação no site de revisão no Rotten Tomatoes, com base em 45 comentários, com uma classificação de 67% na audiência. No Metacritic, o filme mantém uma classificação de 67 de 100, com base em 11 críticos, indicando "avaliações favoráveis". O filme foi vaiado em sua triagem inicial no Festival de Cannes por um pequeno grupo de jornalistas. Mas na sua estreia oficial, o filme teve uma ovação de 4 minutos e meio.